# Dogpool
Dogpool, azaz Wilson, a kutya egy kitalált szereplő a Marvel Comics képregényeiben. Ő Wade Wilson kutyaváltozata, aki Wilson "Deadpool Alakulat" nevű csapatának alapító tagja. A karaktert Victor Gischler és Philip Bond alkotta meg.
A karakter feltűnt a Deadpool & Rozsomák (2024) című filmben, egy Peggy nevű kutya megformálásában.

## Magyarul olvasható
- Victor Gischler: Deadpool-alakulat; ford. Varró Attila; Fumax, Bp., 2019
- Victor Gischler: Deadpool-alakulat. Ölőhang; ford. Holló-Vaskó Péter; Fumax, Bp., 2019